# Bedeutende Deutsche (Briefmarkenserie)

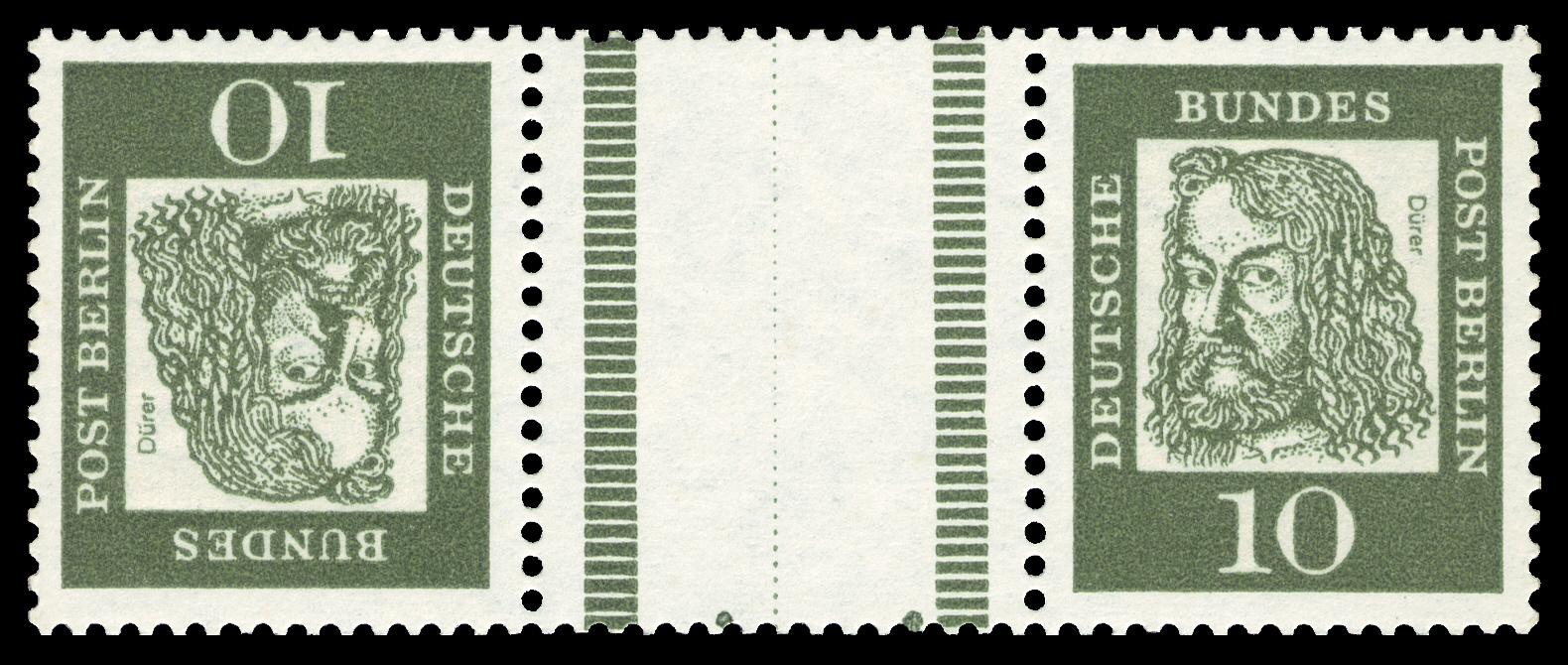
Kehrdruckpaar mit Zwischensteg der Berliner 10-Pfennig-Marke (Michel-Nr.: „202+Z+202“ wird zur Zusammendruck-Michel-Nr.: „KZ 1“)

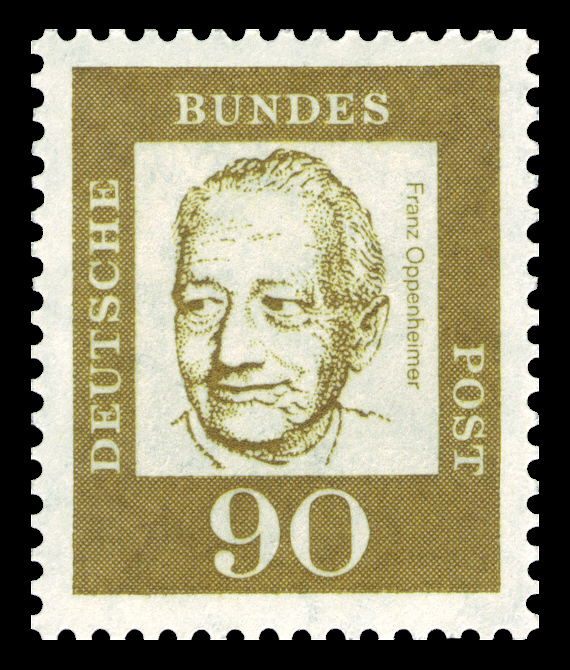
90-Pf-Marke
(einzige nicht in Berlin erschienene Wertstufe)

Bedeutende Deutsche ist eine deutsche Dauermarkenserie, die von 1961 bis 1965 erschien und bis etwa 1966 in Gebrauch war. 
Es gibt 16 Werte der Deutschen Bundespost und 15 Werte der Deutschen Bundespost Berlin. In der Berliner Serie fehlt die Ausgabe zu 90 Pfennig, die Werte unterscheiden sich dabei ansonsten nur durch den zusätzlichen Schriftzug „Berlin“; Grundfarbe, Motiv und Wert sind gleich.
Philatelisten unterscheiden 27 bundesdeutsche Ausgaben, da es zwei Marken (5 und 70 Pfennig) mit gravierenden Farbunterschieden gibt und einige der Marken auf zwei Papiersorten gedruckt wurden.

## Motiv und Druckverfahren
Um eine brauchbare Grundform zu finden, wurden vier Künstler aufgefordert, Versuche mit den Bildnissen von Robert Bosch, Gerhart Hauptmann und Albert Einstein anzustellen. Von den Grafikern Hans Michel und Günther Kieser gingen vier Entwürfe ein. Paul Dietrich und Bert Jäger lieferten je drei Vorschläge, Herbert Kern beteiligte sich mit elf Blättern. Bei der Beurteilung handelte es sich in erster Linie darum, eine Form zu finden, mit der nicht nur das schwierige Problem der Darstellung eines Porträts in markengerechter Weise gelöst werden sollte, sondern die zugleich auch Gewähr bietet, dass eine zwar einheitliche geschlossene, zugleich aber auch lebendige Reihe entsteht. Die naheliegende Gefahr der Eintönigkeit und des schematischen Gleichmaßes galt es von vornherein zu bannen. Trotzdem musste der einheitliche Maßstab gewahrt werden.
Die Arbeiten der Grafiker Hans Michel und Günther Kieser wiesen in besonderem Maße die Eigenschaften auf, die das Zustandekommen wirklicher Marken erwarten ließen. Bild und Schrift wachsen in ihrer Anordnung zueinander und in der Linienführung zu einem Gebilde zusammen, das der Münze nahe verwandt ist. Der Kunstbeirat schlug daher vor und erzielte damit die Zustimmung des Bundespostministers, diese Künstler mit der Gestaltung der gesamten Serie zu beauftragen. Die neuen Marken hatten weiterhin eine technische Forderung zu erfüllen, die mit ihrer Verwendung in den damals neuzeitlichen Aufstellmaschinen zusammenhing. Für diese automatische Briefaufstellung wurde dem gebrechlichen Postwertzeichenpapier ein fluoreszierender Zusatz beigemengt, dessen Wirkung von dem richtigen Verhältnis bedruckter und unbedruckter Flächenteile abhing. Um dieses Verhältnis zu schaffen, mussten die ausgewählten Entwürfe umgearbeitet werden. Dabei erwies sich die Form eines kräftigen Rahmens als zweckmäßig, der eine nahezu quadratische Fläche für das Bildnis umschließt.
Die jeweils einfarbigen Briefmarken wurden sowohl in Rollen als auch in Bogen gedruckt. Einige der Marken gab es auch in Markenheftchen. Der Druck der niedrigen Wertstufen (bis einschließlich 25 Pf) erfolgte im Buchdruck, die übrigen Wertstufen (ab 30 Pf) wurden im Stichtiefdruck hergestellt.

## Besonderheiten
Wie bei vielen Marken, die in Rollen und Bogen gedruckt werden, bilden waagerechte Paare und Randstücke der Marken ein besonderes Sammelgebiet der Philatelie. An ihnen ist nachweisbar, dass diese Marken aus einem Bogen stammen; diese werden teilweise erheblich höher als Einzelmarken gehandelt.
Innerhalb dieser Dauermarkenserie gibt es zahlreiche Farbtönungen. Bei zwei Werten der bundesrepublikanischen Ausgabe sind die Unterschiede so groß, dass jeweils zwei Varianten katalogisiert werden.
Im Jahr 1961 führte die Deutsche Bundespost fluoreszierendes Papier ein, um Briefmarken fälschungssicher und für Stempelmaschinen erkennbar zu machen. Teile der Erstauflagen wurden aber noch auf gewöhnlichem Papier gedruckt. Der Unterschied ist nur mit einer UV-Prüflampe sichtbar. Die Ausgaben Berlins wurden ausschließlich auf fluoreszierendem Papier gedruckt.
Ursprünglich war auch eine 3-DM-Marke mit dem Motiv von Albert Einstein geplant gewesen. Diesem Vorhaben hat der Testamentsvollstrecker Einsteins widersprochen. Die Deutsche Bundespost musste deshalb von der Ausgabe der Einstein-Marke absehen. Die Zwangslage war umso bedauerlicher, als sich Veröffentlichungen in der Deutschen Soldatenzeitung in polemischer Form gegen die „Einstein-Marke“ ausgesprochen hatten. Es wurde deshalb ausdrücklich hervorgehoben, dass diese Veröffentlichungen die Motivänderung weder veranlasst noch beeinflusst haben. Als Motiv sollte nun ein Kopfbild des Komponisten Jacques Offenbach verwendet werden. Zu dieser Ausgabe kam es aber auch nicht mehr, da bereits das Ministerium in einer Pressemitteilung von 1960 ankündigte, dass in Zukunft die großen Markenwerte wegfallen würden, da für sie bei der zunehmenden Barfreimachung der Pakete durch Postfreistempelmaschinen bei der Annahme kaum noch Bedarf besteht.
Für Erprobungszwecke wurde das Einstein-Essay auf fluoreszierendem Papier mit dem Wasserzeichen 5 hergestellt. Diese Probedrucke werden im Michel-Katalog mit „P1“ in der Farbe dunkelbraunrot, „P2“ in blau und „P3“ in smaragdgrün gelistet. Der Wertaufdruck beträgt bei allen Marken 25 Pfennig. P1 ist ohne und mit Handstempelaufdruck «Entwertet» bekannt, die übrigen nur mit dem Handstempelaufdruck.

## Liste der Ausgaben und Motive

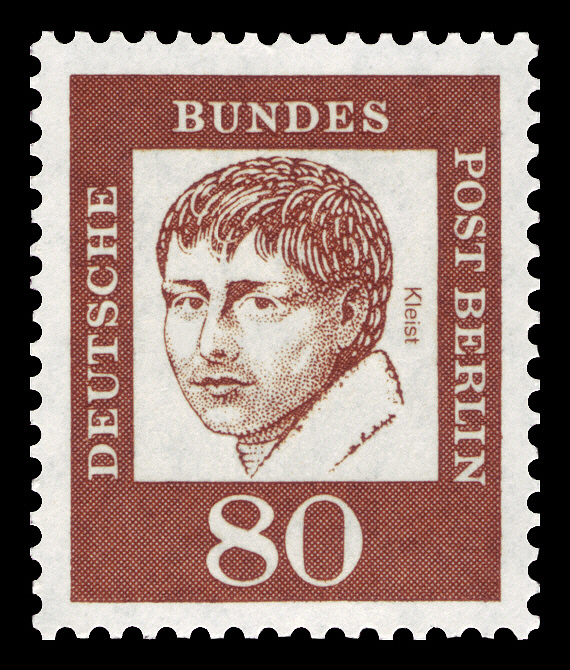
80-Pf-Marke
(Kleist-Motiv)

Jede Freimarke der Serie zeigt eine bedeutende deutsche Persönlichkeit. Die Wertstufen wurden nach den Geburtsdaten der Abgebildeten sortiert. Es wurde der im 12. Jahrhundert geborene Albertus Magnus auf der 5-Pf-Ausgabe, der 1862 geborene Gerhart Hauptmann auf dem höchsten Wert zu 2 DM abgebildet.
Dieses Schema wurde auf dem Ergänzungswert zu 90 Pf mit Franz Oppenheimer durchbrochen; es hätte eine Persönlichkeit geehrt werden müssen, die zwischen 1777 (Geburtsjahr Kleists) und 1797 (Geburtsjahr Droste-Hülshoffs) geboren wurde.
Die Werte Bund und Berlin erscheinen jeweils gleichzeitig. Alle Ausgaben wurden am 31. Dezember 1970 ungültig.
Michel-Katalognummern mit einem „y“ am Ende weisen hier auf fluoreszierendes Papier hin, ein „x“ ist unter einer UV-Lampe nicht leuchtend; die zusätzliche Kennzeichnung „a“ oder „b“ bezeichnet Farbvarianten.
| Bild BRD | Bild Berlin | Beschreibung                | Werte in Pfennig | Ausgabedatum       | Ausgabeform (Bogen, Rollen, MarkenHeftchen) | Mi.-Nr. Bund, Berlin | Farb- und Papiervarianten (Ausgabeform)                                                     |
|          |             | Albertus Magnus             | 5                | 18. September 1961 | (B, R, MH) Berlin nur (B, R)                | 347ya, 199           | 347x Papier ohne Fluoreszenz (B, R) 347yb (6. Juli 1965) bräunlicholiv statt braunoliv (MH) |
|          |             | Elisabeth von Thüringen     | 7                | 3. August 1961     | (B, R)                                      | 348y, 200            | 348x Papier ohne Fluoreszenz (B, R)                                                         |
|          |             | Johannes Gutenberg          | 8                | 3. August 1961     | (B) Berlin auch (B, R)                      | 349y, 201            | 349x Papier ohne Fluoreszenz (B)                                                            |
|          |             | Albrecht Dürer              | 10               | 15. Juni 1961      | (B, R, MH)                                  | 350y, 202            | 350x Papier ohne Fluoreszenz (B, R)                                                         |
|          |             | Martin Luther               | 15               | 18. September 1961 | (B, R, MH) Berlin nur (B, R)                | 351y, 203            | 351x Papier ohne Fluoreszenz (B, R)                                                         |
|          |             | Johann Sebastian Bach       | 20               | 28. Juni 1961      | (B, R, MH) Berlin nur (B, R)                | 352y, 204            | 352x Papier ohne Fluoreszenz (B, R)                                                         |
|          |             | Balthasar Neumann           | 25               | 7. Oktober 1961    | (B, R)                                      | 353y, 205            | —                                                                                           |
|          |             | Immanuel Kant               | 30               | 7. Oktober 1961    | (B)                                         | 354y, 206            | —                                                                                           |
|          |             | Gotthold Ephraim Lessing    | 40               | 28. Juni 1961      | (B, R)                                      | 355y, 207            | 355x Papier ohne Fluoreszenz (B, R)                                                         |
|          |             | Johann Wolfgang von Goethe  | 50               | 1. Dezember 1961   | (B)                                         | 356y, 208            | —                                                                                           |
|          |             | Friedrich Schiller          | 60               | 12. April 1962     | (B, R) Berlin nur (B)                       | 357y, 209            | —                                                                                           |
|          |             | Ludwig van Beethoven        | 70               | 1. Dezember 1961   | (B, R)                                      | 358ya, 210           | 358yb (November 1962), schwarzblaugrün statt schwärzlichgrün (B, R)                         |
|          |             | Heinrich von Kleist         | 80               | 1. Dezember 1961   | (B)                                         | 359y, 211            | —                                                                                           |
|          | —           | Franz Oppenheimer           | 90               | 3. August 1964     | (B)                                         | 360y, —              | —                                                                                           |
|          |             | Annette von Droste-Hülshoff | 1 DM             | 18. September 1961 | (B)                                         | 361y, 212            | —                                                                                           |
|          |             | Gerhart Hauptmann           | 2 DM             | 12. April 1962     | (B)                                         | 362y, 213            | —                                                                                           |

## Zitat
„Mit Kleist verbinde ich in meinem Langzeitgedächtnis übrigens weniger den Titel eines berühmten Werkes als einen Farbton und eine Zahl. Auf der dunkelroten 80-Pfennig-Briefmarke der Dauerserie ‚Bedeutende Deutsche‘ war Heinrich von Kleist abgebildet. Circa 1966 stand ich als Volksschüler oft vor dem Briefmarken-Schaukasten eines Postamtes und schaute mir die Köpfe der großen Deutschen an. Die Kleist-Marke galt zumindest in den Augen eines Achtjährigen als selten und schwer erreichbar. Der Achtjährige war darüber hinaus der festen Überzeugung, dass die Köpfe innerhalb der Serie nach dem Grad ihrer Bedeutung gestaffelt waren, dass Kleist also achtmal so wichtig sein müsse wie Albrecht Dürer, welcher den Zehn-Pfennig-Wert zierte.“